# Peristylus parishii
Peristylus parishii är en orkidéart som beskrevs av Heinrich Gustav Reichenbach. Peristylus parishii ingår i släktet Peristylus och familjen orkidéer. Inga underarter finns listade i Catalogue of Life.